# Dessislawa Alexandrowa-Mladenowa
Dessislawa Alexandrowa-Mladenowa (bulgarisch Десислава Александрова-Младенова, engl. Transkription Desislava Aleksandrova-Mladenova; * 27. Oktober 1975 in Wraza als Dessislawa Alexandrowa) ist eine bulgarische Leichtathletin, die sich auf den Hochsprung spezialisiert hat. Ihren größten Erfolg feierte sie mit dem Vizehalleneuropameistertitel 1994 in Paris mit nur 18 Jahren.

## Sportliche Laufbahn
Erste Erfahrungen bei internationalen Meisterschaften sammelte Dessislawa Alexandrowa-Mladenowa vermutlich im Jahr 1992, als sie bei den Juniorenweltmeisterschaften in Seoul mit übersprungenen 1,85 m den fünften Platz belegte. Im Jahr darauf siegte sie mit 1,91 m bei den Balkan-Juniorenmeisterschaften in Thessaloniki, ehe sie bei den Junioreneuropameisterschaften in Donostia / San Sebastián mit 1,89 m die Silbermedaille gewann. Daraufhin schied sie bei den Weltmeisterschaften in Stuttgart mit 1,80 m in der Qualifikationsrunde aus. 1994 siegte sie mit neuem Meisterschaftsrekord von 1,94 m bei den Balkan-Hallenmeisterschaften in Piräus, ehe sie bei den Halleneuropameisterschaften in Paris mit 1,96 m die Silbermedaille hinter ihrer Landsfrau Stefka Kostadinowa gewann und damit einen europäischen U20-Rekord aufstellte. 1997 verpasste sie bei den Halleneuropameisterschaften in Göteborg mit 1,80 m den Finaleinzug und gewann zuvor bei den Balkan-Hallenmeisterschaften in Piräus mit 1,92 m die Bronzemedaille hinter der Rumänin Monica Iagăr und Niki Bakogianni aus Griechenland. 1999 gewann sie bei den Balkan-Hallenmeisterschaften ebendort mit 1,91 m die Silbermedaille hinter der Moldauerin Olga Bolșova. Im Jahr darauf beendete sie dann ihre aktive sportliche Karriere im Alter von 25 Jahren.